# Wineglass Bay
Die Weinglasbucht (Englisch: Wineglass Bay) befindet sich im Freycinet-Nationalpark an der Ostküste Tasmaniens. Die Bucht der Tasmansee ist wegen ihres weißen Sandstrandes bei Touristen beliebt, ist jedoch nur zu Fuß oder mit dem Schiff zu erreichen. Der nächstgelegene Ort ist das nur wenige Kilometer entfernte Coles Bay mit einem Highway-Anschluss.

## Etymologie
Der Name der Bucht rührt von ihrer Form, die mit ihrer engen Zufahrt zur runden Bucht von oben an ein Weinglas erinnert; ferner wurde in der Bucht früher Walfang betrieben, weshalb sich das Wasser seinerzeit rot verfärbte. Als weiteren Bezug zum ehemaligen Walfang der Region wurden die nahegelegenen Hazard-Berge nach einem amerikanischen Walfänger benannt.

## Geologie
Die Bucht wird durch einen Isthmus aus Sand zwischen den erodierten Granitbergen Freycinet und Graham gebildet, die vor etwa 400 Millionen Jahren entstanden sind.